# Identitätssatz für Riemannsche Flächen
Der Identitätssatz für Riemannschen Flächen ist eine Verallgemeinerung des Identitätssatzes für holomorphe Funktionen auf der komplexen Zahlenebene, welche ein Spezialfall einer Riemannschen Fläche ist. Dabei ist die Aussage analog, dass zwei auf einer Teilmenge mit Häufungspunkt identische holomorphe Funktionen bereits auf der ganzen Riemannschen Fläche identisch sind. Daher zeigt der Identitätssatz auch in der Theorie der Riemannschen Flächen die starke Restriktion der Eigenschaft der Holomorphie auf. Ein in dieser Hinsicht verwandtes Resultat ist der Satz von Liouville, gemäß dem holomorphe Funktionen auf einer kompakten Riemannschen Fläche immer konstant sind.

## Aussage
Seien {\displaystyle f,g\colon X\rightarrow Y} holomorphe Funktionen zwischen Riemannschen Flächen {\displaystyle X} und {\displaystyle Y}. Dabei sei {\displaystyle X} zusätzlich zusammenhängend. Ist {\displaystyle f\vert _{A}=g\vert _{A}} auf einer Teilmenge {\displaystyle A\subseteq X} mit Häufungspunkt, dann ist {\displaystyle f=g}.